# Al Shabab Al Arabi Club
Al-Shabab Al-Arabi Club (în arabă نادي الشباب العربي) este un club de fotbal din Dubai, Emiratele Arabe Unite, fondat în 1958.

## Palmares
- UAE League (3): 1990, 1995, 2008

- UAE Emir Cup (4): 1981, 1990, 1994, 1997

Finalistă (6): 1975, 1987, 1989, 1999, 2009, 2010
- Etisalat Emirates Cup (1): 2011

- Gulf Club Champions Cup (2): 1992, 2011

Finalistă (1) 1993

## Antrenori
| Perioada | Nume                    |
| -------- | ----------------------- |
| 1974–79  | Rifaat Rajab Rieo       |
| 1979–82  | Danilo Alves            |
| 1983     | Flávio Teixeira         |
| 1983–84  | Dave Mackay             |
| 1985     | Claude Le Roy           |
| 1985–86  | Marcos Falopa           |
| 1988–89  | Marcos Paquetá          |
| 1989–90  | Tony Bchinnk            |
| 1991     | Khalaf Kareem           |
| 1992     | Murad Mahjoub           |
| 1994–96  | Ilie Balaci             |
| 1996     | Popović                 |
| 1998     | Tony Bchinnk            |
| 1998     | Abdullah Saqer Al Marri |
| 1999–00  | Rinus Israël            |

| Perioada                  | Nume                    |
| ------------------------- | ----------------------- |
| 2000                      | Emerlado                |
| 2000–01                   | Dušan Radolský          |
| 2002                      | Rabah Sâdane            |
| 2002–03                   | Grigore Sichitiu        |
| 2003                      | Hassan Ali              |
| 2003–04                   | Reiner Hollmann         |
| 2004–06                   | Džemal Hadžiabdić       |
| 2006                      | Renê Weber              |
| 2006–07                   | Ilie Balaci             |
| Feb 2007                  | Abdullah Saqer Al Marri |
| Jan 1, 2008–30 iunie 2009 | Toninho Cerezo          |
| Oct 2009                  | Abdul Wahab Abdul Qader |
| Dec 8, 2009–1 iunie 2012  | Paulo Bonamigo          |
| 2012–2014                 | Marcos Paquetá          |
| 2014–                     | Caio Júnior             |